# Krombach (Kreuztal)
Krombach is een wijk van de stad Kreuztal in Noordrijn-Westfalen in Duitsland.
Krombach ligt aan de Uerdinger Linie, in het traditionele Nederduitse gebied van het dialect Westfaals.
Krombach is een wijk in het noorden van de stad.

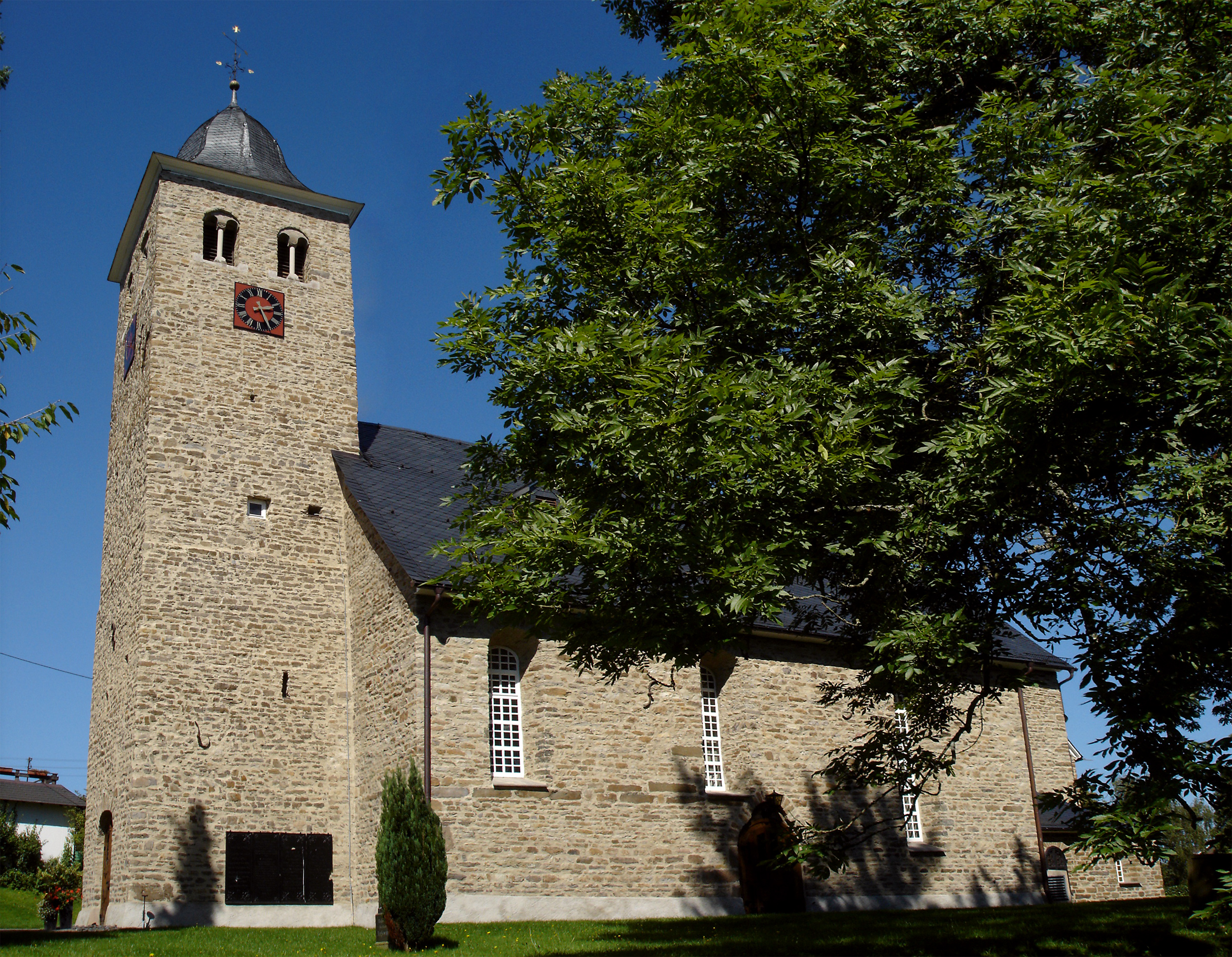
Parochiekerk van Krombach